# Westbahn
WESTBahn est une entreprise ferroviaire exploitant des services voyageurs en Autriche en open-access. Elle a été créée en 2008 par Stefan Wehinger et exploite ses premiers trains à partir de décembre 2011. Il s'agit d'une coentreprise avec une participation de la SNCF.

## L'entreprise

### Structure de l'entreprise
WESTBahn est une filiale de Railholding AG. Cette société a été créée le 16 octobre 2008 à 50 % par Stefan Wehinger (un ancien dirigeant des Chemins de fer fédéraux autrichiens et Hans Peter Haselsteiner, homme d'affaires autrichien.
En 2011, la SNCF entre à hauteur de 26 % dans le capital de l'entreprise. Depuis le 1er avril 2015, l'actionnariat est le suivant : Famille Haselsteiner (49,9 %), SNCF (17,4 %), Augusta-Holding (32,7 %).

### Résultats financiers
WESTbahn affiche pour l'année 2023 un chiffre d'affaires d'environ 120 millions d'euros, et un bénéfice d'environ 10 millions d'euros.

## Services
La société WESTbahn exploite des trains de voyageurs en open-access entre Vienne et Stuttgart, et entre Vienne et Lindau.
Dès 2011, l'offre est cadencée à l'heure, en concurrence directe avec les trains intercity des Chemins de fer fédéraux autrichiens (ÖBB). En décembre 2017, l'offre est doublée, avec un cadencement à la demi-heure, soit 31 trains par jour et par sens.
La concurrence avec la société nationale est forte : Les trains de WESTbahn proposent le Wi-Fi gratuit à bord, un compartiment café, avec des distributeurs de boissons et un compartiment fumeurs (fermé en 2018). Chaque voiture dispose d'un contrôleur – appelé Steward – qui vend les billets à bord, mais aussi des produits alimentaires et participe au nettoyage du train. il est aussi possible – en payant un supplément – de s'installer dans un compartiment à l'arrière du train, dans lequel sont disponibles des journaux, des boissons fraîches et des snacks, servis par le steward. Dans les voitures, les toilettes hommes/femmes sont distinctes. Il y a un emplacement pour transporter 16 bicyclettes.
Entre 2019 et 2022, en coopération avec les trains Meridian, il est possible d'obtenir des billets en correspondance jusqu'à Munich. Au printemps 2019, l'entreprise annonce que les pertes financières sont très importantes. Elle décide de vendre la moitié de son parc (17 rames Stadler KISS) à la Deutsche Bahn et de réduire la fréquence des trains de moitié dès décembre 2019.
En 2022, WESTbahn prolonge sa ligne entre Vienne et Salzburg en avril jusqu'à Munich, et en décembre jusqu'à Innsbruck.
En décembre 2023, la ligne entre Vienne et Innsbruck est prolongée jusqu'à Brégence.
En décembre 2024, la ligne entre Vienne et Munich est prolongée jusqu'à Stuttgart, et la ligne entre Vienne et Brégence jusqu'à Lindau.
Le lancement d'une nouvelle ligne entre Vienne et Villach via Graz est annoncé pour mars 2026.

## Parc ferroviaire
Westbahn utilise 17 rames Stadler KISS. Au lancement du service, le 11 décembre 2011, elle disposait de sept rames de 6 voitures (501 places assises) adaptées pour la longue distance (vitesse de 200 km/h, aménagement des voitures de type première classe avec espace entre les sièges important, compartiment café, toilettes hommes/femmes séparées).
En 2015, elle commande une rame supplémentaire de 6 voitures et neuf rames de 4 voitures, couplables avec les précédentes, et qui seront mises en service en 2017.
En juillet 2019, elle annonce qu'elle va vendre la totalité de son parc en deux tranches, et les remplacer par quinze nouvelles rames qui seront livrées en 2021. Les nouvelles rames KISS 3 ont un poids de 18.5 tonnes par essieu et sont équipées de l'ETCS niveau 2 baseline 3.
Le 12 mars 2025, la compagnie et Stadler Rail ont signé un contrat pour l'achat de trois trains de type SMILE. Ils circuleront sur la ligne Vienne – Graz – Klagenfurt – Villach à partir de mars 2026.